# 1980年夏季残疾人奥林匹克运动会马耳他代表团
1980年夏季残疾人奥林匹克运动会马耳他代表团是马耳他派出的1980年夏季残疾人奥林匹克运动会代表团。获得1枚铜牌。